# Phanerochaete hiulca
Phanerochaete hiulca är en svampart som först beskrevs av Edward Angus Burt, och fick sitt nu gällande namn av A.L. Welden 1980. Phanerochaete hiulca ingår i släktet Phanerochaete och familjen Phanerochaetaceae.   Inga underarter finns listade i Catalogue of Life.